# Salon des humoristes
Le Salon des humoristes est une manifestation artistique française, créée à Paris en 1907 et disparue après 1968.

## Histoire

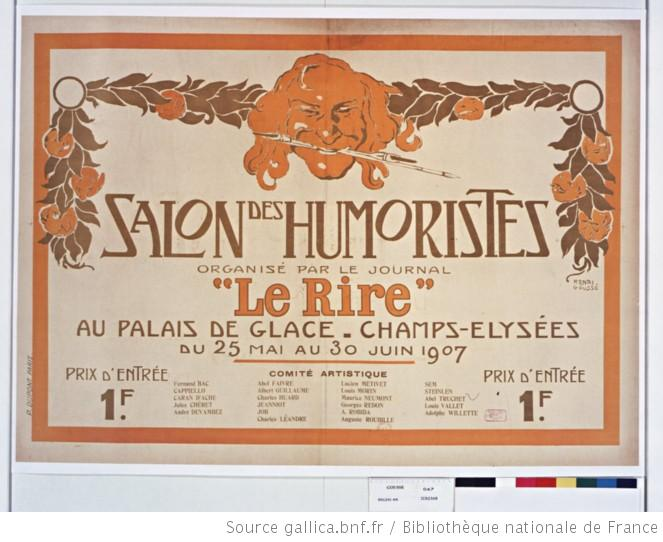
Première affiche du salon des humoristes signée Henri Goussé (1907, BnF).

Le Salon des humoristes, ouvert à tous les caricaturistes et dessinateurs, fut imaginé par Félix Juven, directeur du journal Le Rire, qui créa l'association « Les Humoristes » avec Jean Valmy-Baysse et la Société des dessinateurs humoristes, fondée en 1904 par Charles Léandre (président), Maurice Neumont et Louis Morin (vice-présidents). Fort d'une cinquantaine de dessinateurs et caricaturistes, la Société des dessinateurs humoristes avaient initialement été parrainée par la Société des peintres-lithographes pour organiser un premier événement, la Fête Gavarni, le 22 avril 1902, puis, un premier salon en avril 1904 au Palais des modes, ou encore, afin d'aider la fille de Henry Monnier, la Fête Monnier, qui fut un succès, suivie par une autre, autour de Jacques Callot, en avril 1905, toujours au Palais des modes avec une affiche signée Jean-Louis Forain. L'idée d'un salon annuel fit son chemin, et la Société des dessinateurs humoristes, qui avait été fondée au départ comme une caisse de secours au service des dessinateurs et de leurs proches, finit par fusionner en 1907 avec l'organisation dirigée par Juven,.
Le premier Salon des humoristes se tient à Paris du 25 mai au 30 juin 1907 au Palais de glace des Champs-Élysées.
Le comité artistique organisateur se composait de 22 membres : Ferdinand Bac, Leonetto Cappiello, Caran d'Ache, Jules Chéret, André Devambez, Abel Faivre, Albert Guillaume, Charles Huard, Jeanniot, Job, Charles Léandre, Lucien Métivet, Louis Morin, Maurice Neumont, Georges Redon, Albert Robida, Auguste Roubille, Sem, Steinlen, Abel Truchet, Louis Vallet, Willette. L'affiche de lancement fut conçue par Henri Goussé.
En 1910, une scission se produit : Juven fonde la Société des artistes humoristes avec Abel Faivre comme président. L'autre organisation, la Société des dessinateurs humoristes présidée par Jean-Louis Forain, s'en va organiser un salon concurrent durant trois ans.
Durant la Première Guerre mondiale, les deux sociétés refusionnent, la « guerre des humoristes n'aura pas lieu », et le salon de Juven maintient son rythme annuel, investissant la Galerie La Boétie, 64 bis, rue La Boétie. Le salon est itinérant en 1916, s'ouvrant à Niort en septembre pour se prolonger à La Rochelle, Poitiers, Angers, Bordeaux.  
Après 1918, la Société des dessinateurs humoristes utilise le salon comme son principal événement phare, éditant notamment un cahier dessiné intitulé Les Humoristes entre 1924 et 1929. En 1920, en réaction à cet événement jugé vieillot, Devambez et Gus Bofa lancent le Salon de l'Araignée. En 1933, le salon semble sombrer dans une sorte de léthargie. Avant cette date, chaque salon était inauguré par le président de la République en personne et l'État achetait une dizaine de dessins.
Curieusement, le Salon des humoristes maintient ses expositions durant l'Occupation : le 34e, s'est tenu en février-mars 1941 au 19 rue Royale : à cette adresse, on trouve encore la trace d'une édition en 1947, la 40e, avec une affiche signée Francisque Poulbot.
La Société des dessinateurs humoristes continua de son côté à organiser des événements dans les années 1950-1960, avec des artistes comme Jean Bellus, Jacques Faizant, Raymond Peynet, le dernier événement notoire remontant à 1968, un petit salon au château de Saint-Ouen.

## Artistes invités notables
- Bernard Bécan
- Marie Berton-Maire
- Georges Beuville (1922-1926)
- Marcel Bloch
- Zyg Brunner (1911-1913)
- Gérard Cochet (1913)
- Paul Denarié
- Jean Droit
- Marcel Duchamp (1907-1908)[11]
- Prosper d'Épinay dit Némo (1909)
- André Foy (1907)
- Gabriele Galantara (1909)
- Henry Gazan (1927)
- Charles Genty (1916)
- Charles Gir
- Willy Guggenheim (vers 1925)
- Guydo (1911-...)
- Maurice Lefebvre-Lourdet (1907-1913)
- Raymond Pallier (dès 1911)
- Maurice Sauvayre
- Roger Schardner
- Pere Tornè Esquius (1907)
- Édouard Touraine
- Jacques Wély (1909)